# Diego Maradona (película)
Diego Maradona es un documental británico dirigido en 2019 por Asif Kapadia. Su contenido es acerca del futbolista argentino Diego Maradona e incluye imágenes de archivo inéditas. Fue proyectado fuera de competición en el Festival Internacional de Cine de Cannes de 2019.
El documental fue producido por On The Corner Film en asociación con Film4 y distribuido por Altitude Film. Fue proyectado por primera vez en los cines del Reino Unido el 14 de junio de 2019.

## Sinopsis
Diego Maradona documenta y se centra alrededor del período en el que Maradona es transferido del Barça al Napoli en 1984, momento en el cual eventualmente ganaría la Serie A y la Copa de la UEFA 1988-89 con el equipo napolitano.

## Producción
El concepto de producir un documental sobre Maradona vino luego de que el director realizara el documental Amy (sobre Amy Winehouse) en el año 2015. Debido a la dificultad de encontrar una historia con principio y fin, el director optó por Nápoles como el centro de la historia. Durante los Juegos Olímpicos de Londres 2012, el productor Paul Martin contactó al director Asif Kapadia luego de descubrir imágenes de archivo de Maradona pero debido al lanzamiento del documental Senna la idea fue pospuesta. Después de un tiempo, Martin se reúne con alguien que poseía material privado en las afueras de Nápoles. Anteriormente, el representante de Diego Maradona, Jorge Cyterszpiler había tenido la idea de documentar la vida del futbolista, por esta razón había muchas filmaciones de la vida del 10, empezando por el año 1981. Sin embargo, ningún film fue producido con estas grabaciones. Mientras tanto en Buenos Aires más imágenes de archivo fueron descubiertas en la casa de Claudia Villafañe en un baúl que no había sido abierto durante por lo menos 30 años.

## Lanzamiento
El estreno mundial de Diego Maradona fue proyectado fuera de competición en el Festival Internacional de Cine de Cannes de 2019. El estreno en el Reino Unido fue proyectado en la apertura del Festival Internacional de Documentales de Sheffield. Desde el 1 de octubre de 2019 está disponible en HBO como vídeo bajo demanda.

## Recepción

### Taquilla
Diego Maradona recaudó £966.936 ($1.174.464) en el Reino Unido y más de $1.443.342 en otros países. Con un total de $2.617.806 colectados alrededor del mundo.

### Crítica
En Rotten Tomatoes el film posee un índice de aprobación del 89% basado en 75 reseñas. El consenso crítico del sitio web expresa: 
Diego Maradona sigue el formato de un documental deportivo estándar pero ilumina su temática con una claridad y profundidad poco comunes. 
Otros sitios como Metacritic califican al documental con 78 puntos de 100.

### Nominaciones
La película recibió una nominación a mejor documental en los Premios BAFTA 2019. Además, estuvo nominada a L'Œil d'or (premio a mejor documental) en el festival de Cannes 2019, entre otros.

## Banda sonora
Un álbum con la banda sonora oficial titulado Diego Maradona: Original Motion Picture Soundtrack fue lanzado en todo el mundo de manera digital a través de Lakeshore Records y contiene 28 pistas todas compuestas por Antônio Pinto.